# Uríbarri (Aramayona)
Uríbarri (en euskera y oficialmente Uribarri) es una anteiglesia del municipio de Aramayona, en la provincia de Álava.

## Historia
Hacia mediados del siglo XIX, el lugar, ya por entonces una anteiglesia perteneciente a Aramayona, tenía contabilizada una población de 150 habitantes. Aparece descrito en el decimoquinto volumen del Diccionario geográfico-estadístico-histórico de España y sus posesiones de Ultramar de Pascual Madoz con las siguientes palabras:

URIBARRI: anteigl. del ayunt. de Aramayona en la prov. de Alava, part. jud. de Vitoria (5 leg.), aud. terr. de Búrgos, dióc. de Calahorra. sit. en terreno elevado y costanero al SO., con clima saludable: tiene 21 casas diseminadas en cas.; igl. parr. (San Estéban) servida por un beneficiado, y 4 ermitas dedicadas á Santiago, San Bartolomé, San Cristóbal y la Asuncion. El térm. confina N. Barajuen; E. Azcoaga; S. Olaeta, y O. Arrejola: dentro de su circunferencia hay montes con arbolado. El terreno es de mediana calidad y en él tiene orígen un riach. que corre y se introduce en Guipúzcoa. caminos: locales. prod.: trigo, maiz, avena, centeno, habas, castañas, manzanas y nabos; cria ganado, especialmente vacuno, y bastante caza. pobl.: 26 vec., 150 alm. riqueza y contr.: con su ayunt. (V.).
(Madoz, 1849, pp. 226-227)

En 2022, tenía empadronados setenta habitantes.

## Demografía

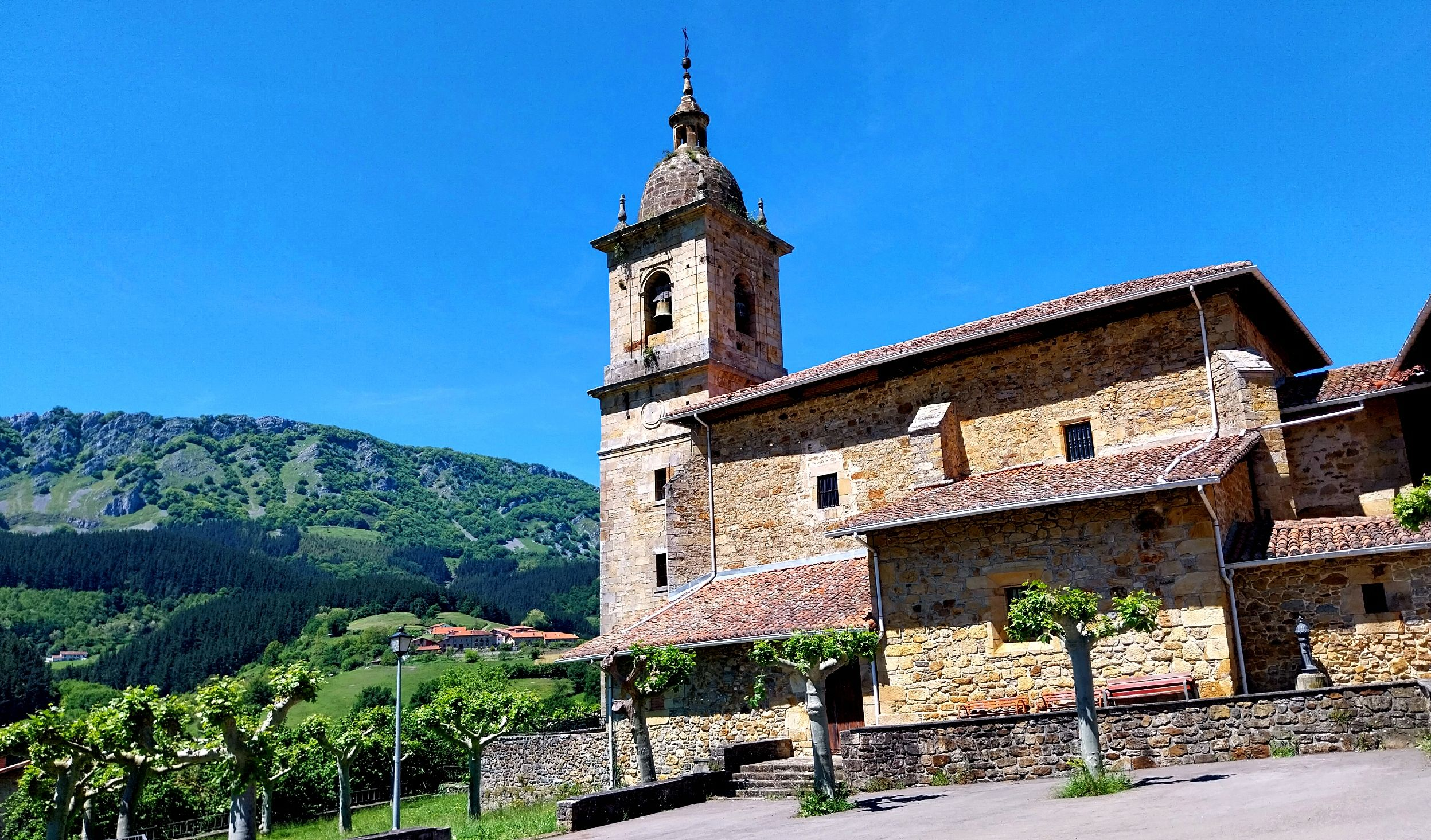
Iglesia de San Esteban de Uríbarri

| Gráfica de evolución demográfica de Uríbarri entre 2000 y 2017 |
|                                                                |
| Población de derecho según los censos de población del INE.    |

## Patrimonio
- Iglesia de San Esteban.[4]
- Ermita de San Cristóbal de Cruceta o de las Cruces de Aranguio.[5]
- Ermita de San Bartolomé
- Ermita de Santiago.[6]
- Ermita de Santa María, más conocida como Mariaca o Marixeca, reconstruida en el año 1981.[7]

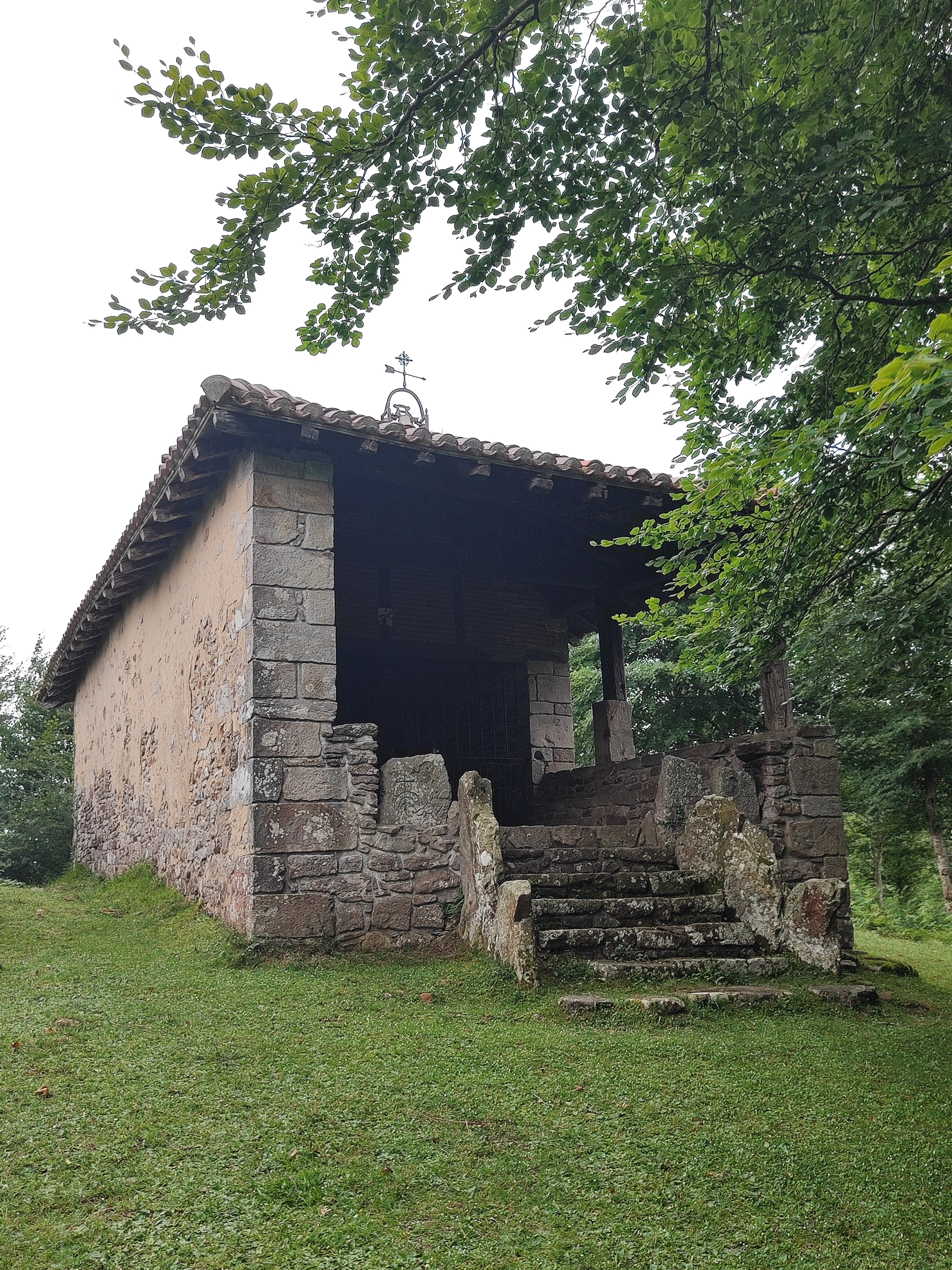
Ermita de San Cristóbal